# Ludismo

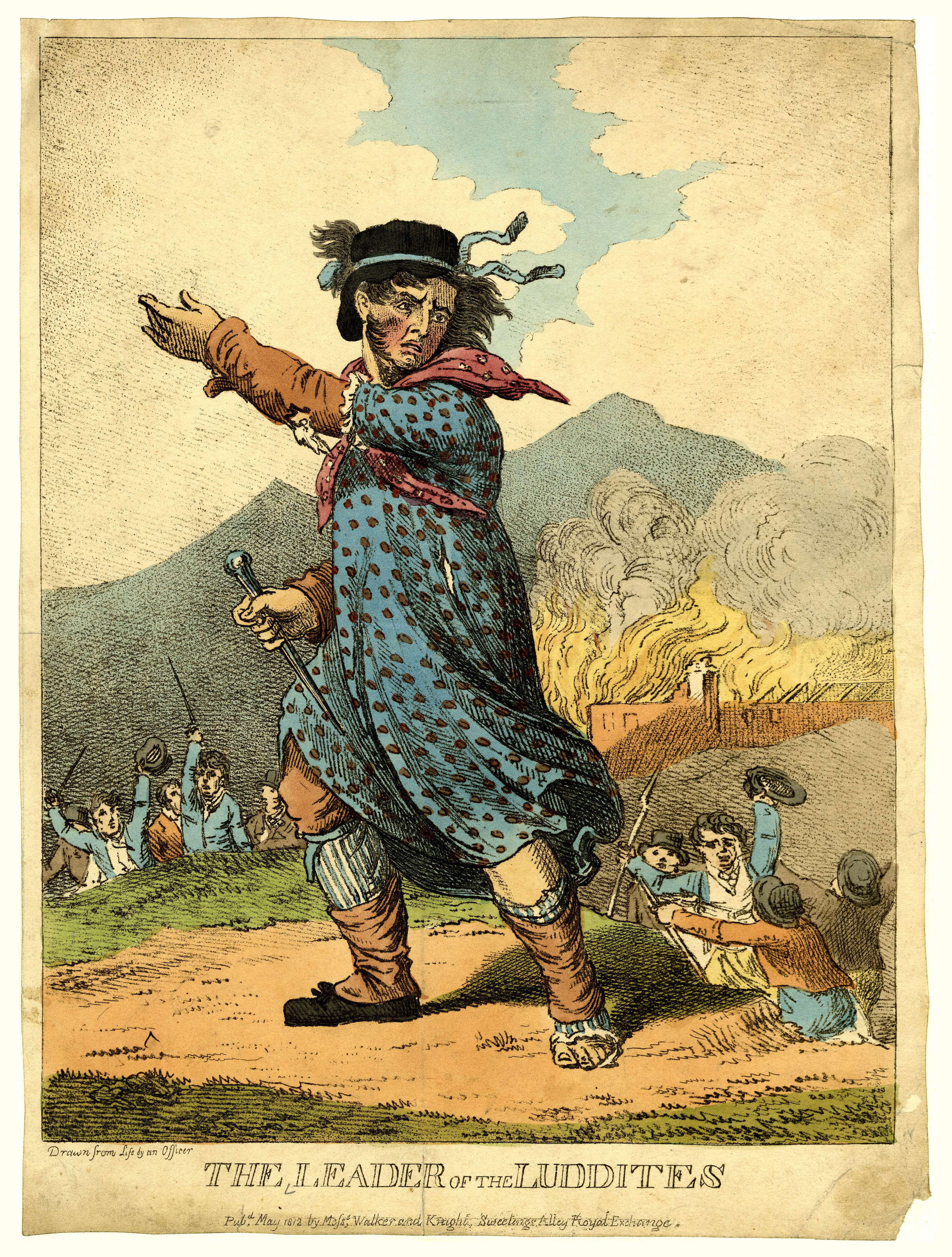
The Leader of the Luddites (gravura de 1812): um agitador vestido de mulher gesticula junto a um prédio em chamas, tendo ao fundo a multidão armada.

Ludismo ou luddismo foi um movimento de trabalhadores ingleses do ramo de fiação e tecelagem, ativo no início do século XIX,  nos primórdios  da Revolução Industrial, e que se notabilizou pela destruição de máquinas como forma de protesto. Os ludistas consideravam que o maquinário era usado, "de maneira fraudulenta e enganosa", para contornar práticas laborais consolidadas pela tradição. A princípio, os ataques ludistas foram enfrentados a tiros pelos proprietários das máquinas. Por fim o movimento foi reprimido por forças militares, e o endurecimento da legislação britânica resultou em penas severas para os participantes do movimento.
Ao longo do tempo, prevaleceu o entendimento do termo 'ludismo' como um movimento de reação ao progresso técnico - a industrialização, a mecanização, a automação e a novas tecnologias em geral - embora tal entendimento seja objeto de revisão por parte dos historiadores.

## Etimologia
O termo deriva de Ned Ludd, personagem fictícia criada a fim de difundir o movimento entre os trabalhadores. Os ludistas chamaram muita atenção pelos seus atos:  invadiam fábricas e destruíam máquinas, que, na sua visão, eram usadas "de maneira fraudulenta e enganosa", para contornar práticas laborais estabelecidas e impor extensas jornadas de trabalho, sob condições frequentemente insalubres. De todo modo, os ludditas ficaram conhecidos como simples "quebradores de máquinas" contrários ao progresso técnico.
Na acepção atual, o termo 'luddita' (ou 'luddista') designa, em sentido depreciativo, toda pessoa, geralmente adepta do anarcoprimitivismo, que se oponha à industrialização ou a novas tecnologias. Especialmente nos Estados Unidos, trabalhadores que rejeitam essas tecnologias têm sido denominados de neo-luddites ('neoluddistas'). Esses luddistas atuais também criam técnicas — na forma de vírus de computadores e outras formas de malware — para atacar as "máquinas" atuais.

## Apogeu e declínio do movimento
O movimento ludista teve o seu momento culminante no assalto noturno à tecelagem de William Cartwright, no condado de York, em abril de 1812. No ano seguinte, na mesma cidade, teve lugar o maior processo contra os luddistas: dos 64 acusados de terem atentado contra a manufatura de Cartwright, 13 foram condenados à morte e dois a deportação para as colônias. Apesar da dureza das penas,  o movimento luddista não amainou, dado que os operários continuavam a viver em péssimas condições.
Mas ludismo passou a ser cada vez mais hostilizado pelo patronato britânico, que recorreu ao Parlamento, visando a criação de leis mais severas para punir os trabalhadores envolvidos em revoltas. Já havia, no Reino Unido, uma lei datada de 1721, que definia a deportação como pena máxima pela destruição de máquinas. Depois de 1812, porém, foi adotado o Frame-Breaking Act, que estabelecia  a  pena de morte, como punição máxima  para os envolvidos na destruição de máquinas. A partir de então, a perseguição aos luddistas tornou-se implacável. Centenas de pessoas foram presas, torturadas e executadas.
Enfim, o desenvolvimento industrial e a criação das primeiras trade unions (sindicatos) limitaram o alcance e as possibilidades das revoltas luddistas, determinando o declínio do movimento a partir de meados do século XIX.

## Significado do movimento
Segundo historiadores contemporâneos, é um erro considerar que os luddistas protestassem simplesmente contra introdução de máquinas, visando obstar o progresso tecnológico. De fato as famílias da classe trabalhadora na Inglaterra, no início do século XIX, sofriam com a turbulência econômica e o desemprego generalizado.  Segundo Frank Peel, um historiador de Yorkshire, a guerra aparentemente interminável contra a França de Napoleão trouxera a pobreza a lares "onde, até então, era desconhecida". A comida era escassa e se tornava cada vez mais cara. Em março de 1811, na cidade de Nottingham, tradicional centro de produção têxtil, tropas britânicas atacaram uma multidão que protestava por mais trabalho e melhores salários. Os tecelãos queixavam-se da redução de salários, do emprego de jovens não treinados para fazer o mesmo trabalho e do uso dos teares mais largos para produzir tecidos mais baratos e de qualidade inferior. A degradação dos salários e o uso de mão de obra não qualificada contrariavam o "contrato social" que tradicionalmente vigorava entre artífices e mestres. Os ataques luddistas começaram poucos meses depois, no mês de novembro do mesmo ano,  espalhando-se por Nottinghamshire, assumindo assim dimensões de uma rebelião regional que perduraria  até 1816.
A prática acabou por ser punida com a pena de morte (conforme o Frame-Breaking Act, lei aprovada pelo Parlamento Britânico em 1812).
Eric Hobsbawm, em seu artigo "The Machine Breakers", analisa os motivos por trás da quebra das máquinas. Segundo o historiador, tal prática  era sobretudo um meio de pressionar os empregadores, e não envolvia hostilidade contra as máquinas propriamente. A ideia era destruir as máquinas para pressionar os empregadores nas negociações - uma prática tradicional entre  os mineiros de carvão, que chegavam a recorrer à demolição para pressionar os patrões. Em muitas partes da Inglaterra, como Northumberland e Durham, os mineiros destruíam máquinas visando obter aumentos salariais ou impedir a redução dos seus salários. Por outro lado, as novas máquinas não eram realmente bem vistas entre os pequenos produtores, seja porque perturbassem o seu modo de vida, seja porque não fossem mesmo um bom negócio no momento; entretanto eles também percebiam a mecanização como fortalecimento da posição dos seus principais rivais - os grandes empreendedores modernizados. Por isso as revoltas de trabalhadores contra as máquinas foram eventualmente usadas por esses pequenos produtores, como uma forma de atacar seus novos concorrentes. Diante disso, é possível entender o movimento luddista  menos como uma agitação de trabalhadores e principalmente como um aspecto da concorrência entre produtores tradicionais e progressistas.
Vale lembrar que luddismo não foi um fenômeno exclusivamente britânico, tendo sido registrados movimentos semelhantes na Bélgica, na Renânia e na Silésia.

### Charges e documentos da época
- Charge de Ned Ludd em um bar
- Uma das várias reportagens sobre os luddistas
- The brave Luddist